# Паджала

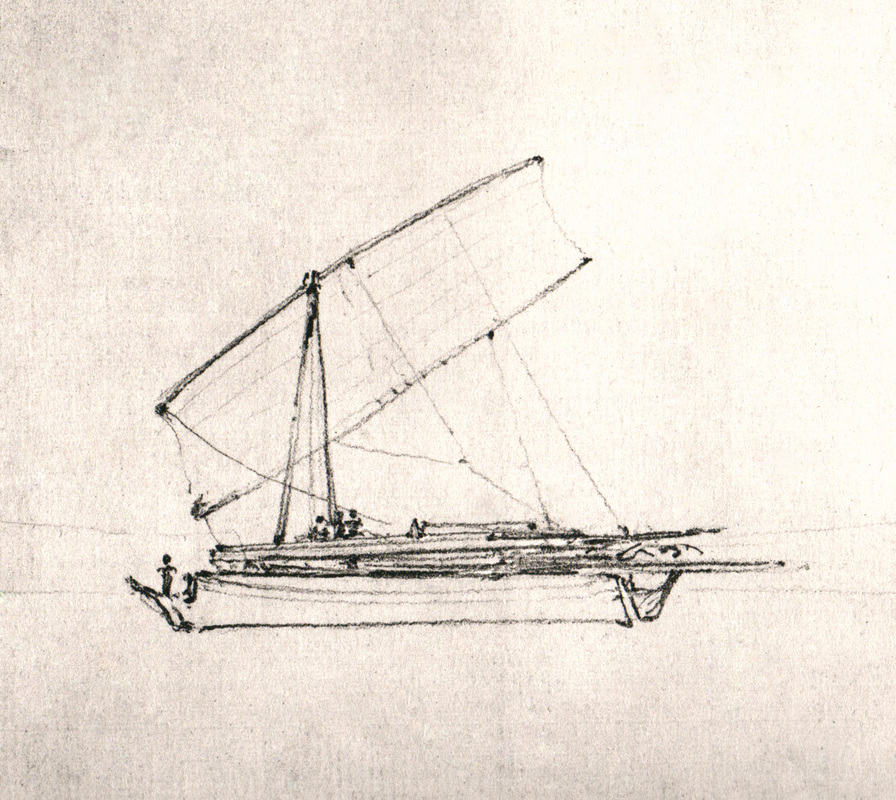
Судно типу паджала із триногою щоглою та вітрилами танджа (деякі з них опущені та розміщені на палубі), а також кермовими веслами. Цей малюнок зроблений в 1803 році художником Вільямом Вестоллом на узбережжі австралійського Арнема, де флот човнів з Сулавесі займався збиранням трипангів. Це судно важило біля 25 тонн і було озброєне невеликими вертлюжними гарматами.

Паджала (індонез. Pajala) — традиційний безпалубний вітрильний човен з західного Південного Сулавесі, Індонезія. Використовувався переважно для риболовлі, але зараз ця назва використовується народами буги та макасари для будь-якого човна малого і середнього розміру.

## Етимологія
Назва походить від малайського слова «jala», що означає «сітка». Префікс «pa-» є еквівалентом англійського суфікса -or/-er. Таким чином назву «pajala» можна перекласти як «рибальський човен, що використовує сітку».

## Опис

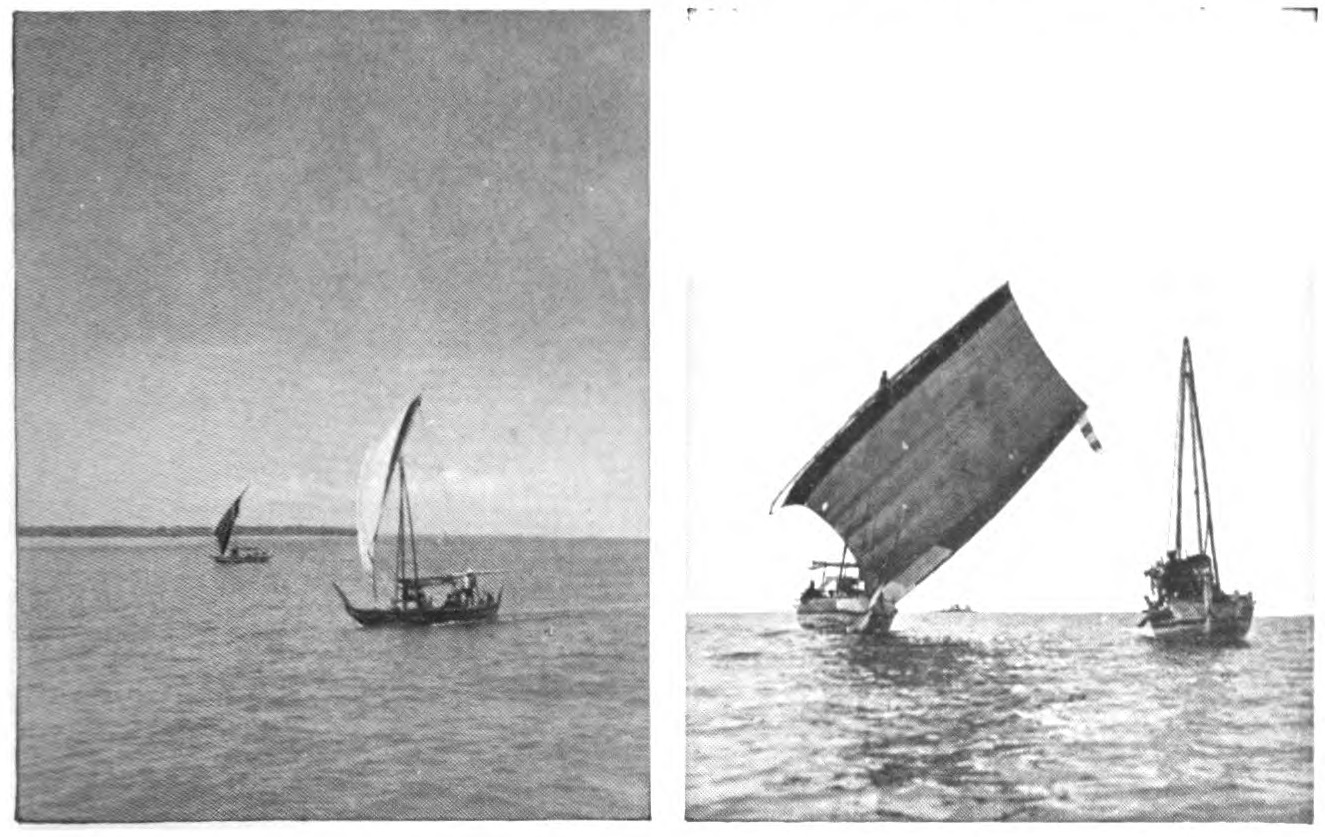
Човни паджала, бл. 1937 року

Паджала — це безпалубний прибережний човен, який зазвичай має триножну щоглу з одним великим австронезійським вітрилом типу танджа. Човен, як і інші малайські човни мав загострені ніс та корму, з гостро піднятими форштевнем та ахтерштевнем :22–23. Ніс і корма були схожі за формою між собоюзазвичай різко, тому що дошку різали, а не згинали. Зразки дошок обшивки свідчить про те, що він нічим не відрізнявся від традиційних човнів 1000-річної давності. Дошка обшивки вкіпились між собою по шиповим з'єднанням внутрішніми деревяними шкантами. Хоча більша частина човна була без палуби, на носі човна могла бути невеличка низька палуба. При будівництві човна спочатку з дошок обшивки формувався корпус, який використовувався як каркас, в який пізніше вставлялись внутрішні ребра (шпангоути). Човен управлявся за допомогою двох кермових весел.

## Подальше читання
- Liebner, Horst H. (2005), Perahu-Perahu Tradisional Nusantara: Suatu Tinjauan Perkapalan dan Pelayaran, у Edi, Sedyawati (ред.), Eksplorasi Sumberdaya Budaya Maritim, Jakarta: Pusat Riset Wilayah Laut dan Sumber Daya Nonhayati, Badan Riset Kelautan dan Perikanan; Pusat Penelitian Kemasyarakatan dan Budaya, Universitas Indonesia, с. 53—124
- Horridge, Adrian (2015). Perahu Layar Tradisional Nusantara. Yogyakarta: Penerbit Ombak. An Indonesian translation of Horridge, Adrian (1985). The Prahu: Traditional Sailing Boat of Indonesia, second edition. Oxford: Oxford University Press.